# 克蒂尼
克蒂尼（法語：Quetigny，法語發音：[kətiɲi]），法国东部城市，勃艮第-弗朗什-孔泰大区科多尔省的一个市镇，属于第戎区和第戎都会区，其市镇面积为8.2平方公里，2022年1月1日时人口数量为8,897人，在法国城市中排名第1,072位。
克蒂尼位于科多尔省东部，第戎市区东侧，是第戎的重要卫星城，通过有轨电车与第戎市区相连。克蒂尼境内设有大型商业中心，家乐福首家巴黎地区以外的门市店于1968年在此开业。

## 地名来源

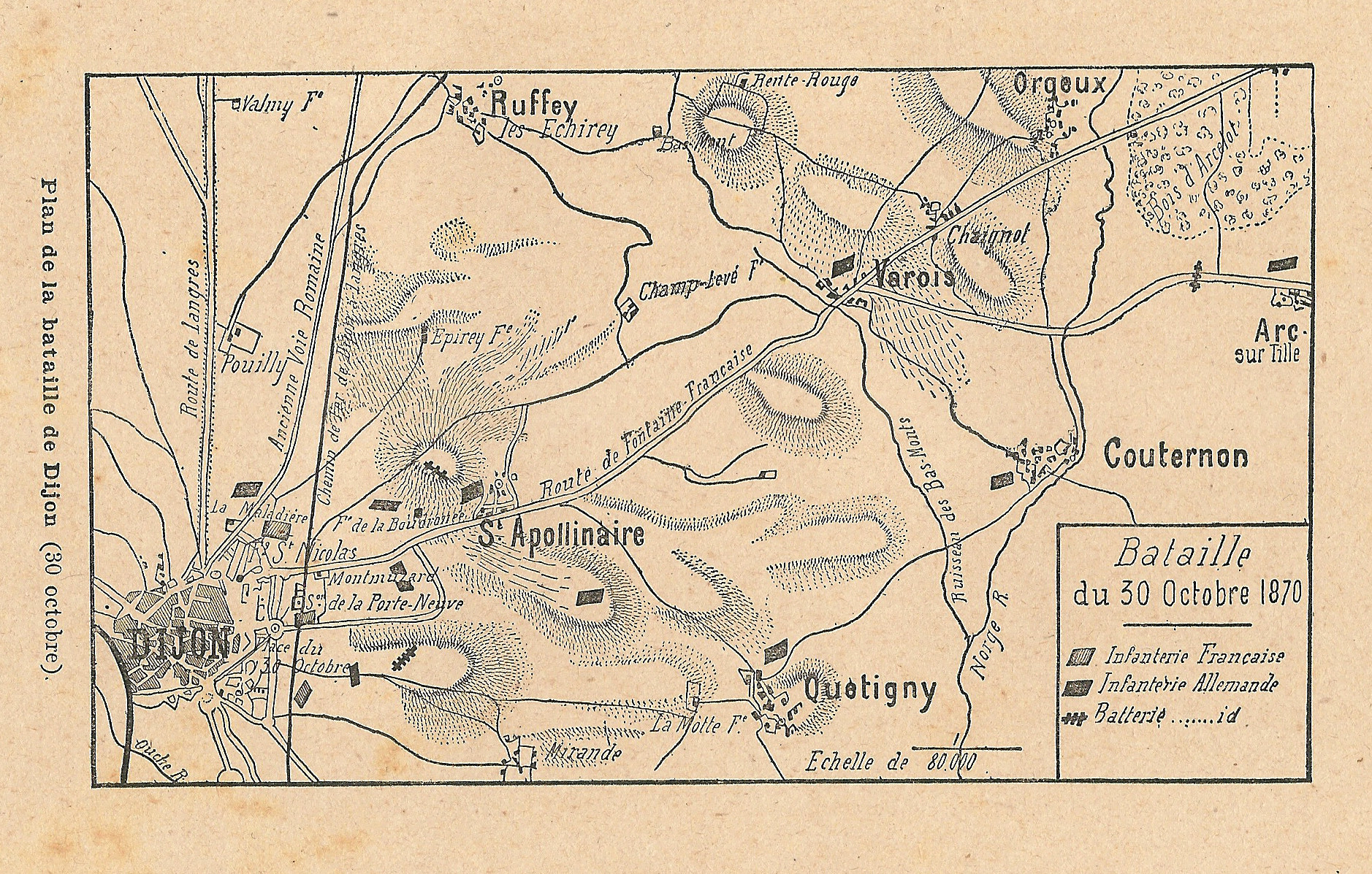
1885年的克蒂尼地图

“克蒂尼”一名来源不详，其最初以的形式被记载，后逐渐衍变成为。

## 历史
克蒂尼历史上长期为一处普通村落，18世纪时曾出现一处城堡，法国大革命后成为科多尔省的一个市镇，直到20世纪60年代初，克蒂尼仍为一个农业地区，居民数量仅300。
1962年，时任克蒂尼市长的罗热·勒蒙先生（Roger Remond）提出在克蒂尼市镇范围内建设“城市优先建设区”（ZUP），当地出现了首批集中式居民楼。1968年，家乐福在法国巴黎地区以外的首家门市店落户克蒂尼，同年，当地建立了一所农业高级中学。20世纪70年代，克蒂尼人口快速增加，成为第戎市区东部重要的卫星城。2012年，连接克蒂尼和第戎市区的有轨电车建成运营。2018年，克蒂尼所在的城市公共社区升级为都会区。

## 地理

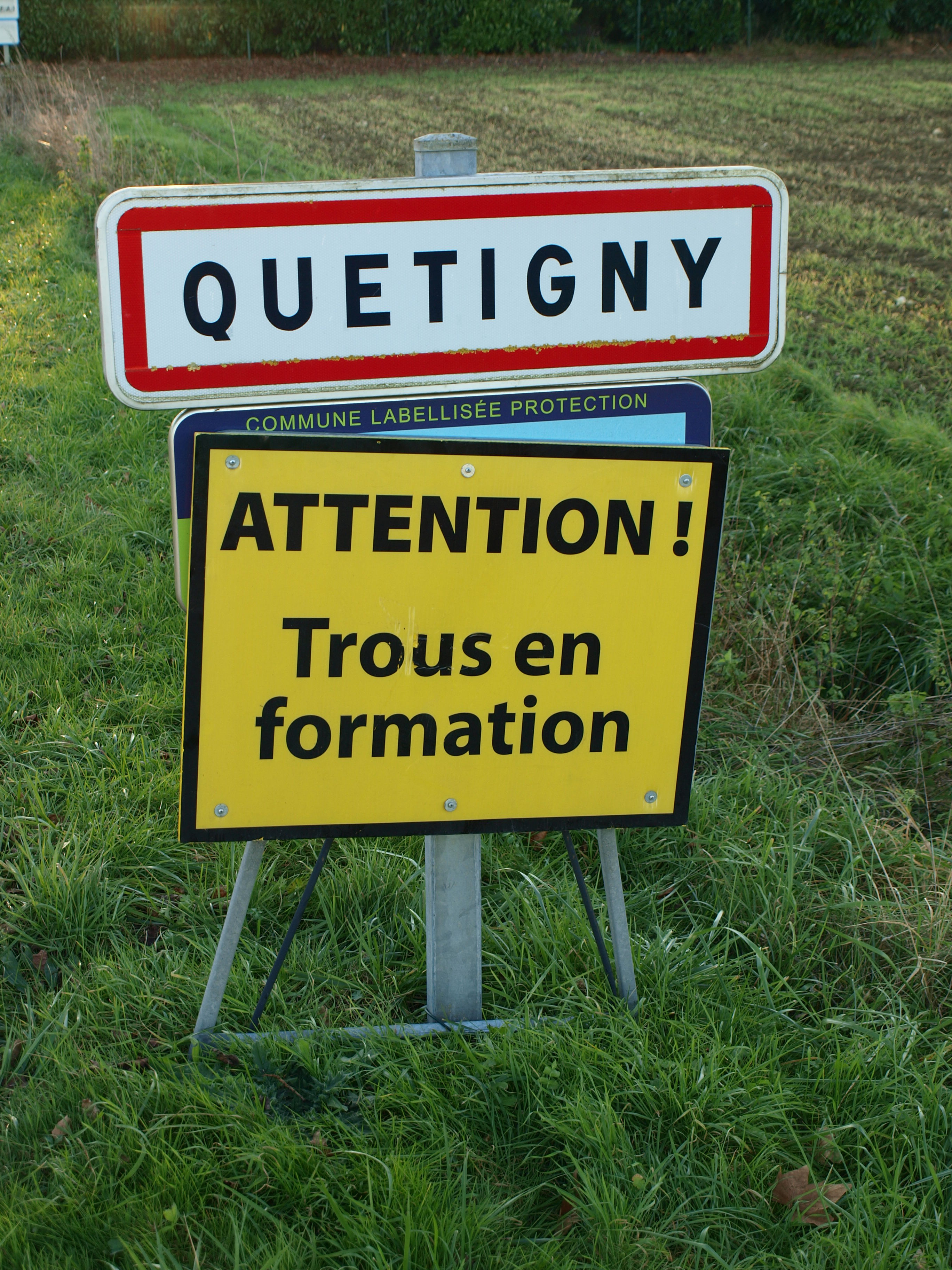
克蒂尼路牌

克蒂尼位于法国东部，勃艮第-弗朗什-孔泰大区中部和科多尔省东部，距离第戎市中心大约6公里。与克蒂尼接壤的市镇包括：瓦鲁瓦和谢尼奥、舍维尼圣索沃尔、库泰尔农、第戎、圣阿波利奈尔。

### 地形
克蒂尼位于科多尔高原东部的冲积平原带上，境内地势平坦，全境海拔在211到251米之间。

### 水文
米朗德河（La Mirande）和克罗穆瓦河（Le Cromois）流经境内，属于罗讷河流域。

### 植被
克蒂尼属于温带落叶林区，亨利·代唐公园（Parc Henri-Détang）和大谢涅公共花园（Jardin partagé du Grand Chaignet）是当地的主要城市绿地等，常年免费向公众开放。

### 气候
克蒂尼在柯本气候分类法中属于温带海洋性气候，但由于距离海岸线相对较远，当地气候带有一定的大陆性特征，表现为年温差相对较大，冬季气温较低，偶有极端天气出现。
距离克蒂尼最近的气象站位于第戎境内，以下为该气象站的数据：
| 第戎1981年－2019年  | 第戎1981年－2019年 | 第戎1981年－2019年 | 第戎1981年－2019年 | 第戎1981年－2019年 | 第戎1981年－2019年 | 第戎1981年－2019年 | 第戎1981年－2019年 | 第戎1981年－2019年 | 第戎1981年－2019年 | 第戎1981年－2019年 | 第戎1981年－2019年 | 第戎1981年－2019年 | 第戎1981年－2019年 |
| 月份                | 1月                | 2月                | 3月                | 4月                | 5月                | 6月                | 7月                | 8月                | 9月                | 10月               | 11月               | 12月               | 全年               |
| ------------------- | ------------------ | ------------------ | ------------------ | ------------------ | ------------------ | ------------------ | ------------------ | ------------------ | ------------------ | ------------------ | ------------------ | ------------------ | ------------------ |
| 历史最高温 °C（°F） | 16.5 (61.7)        | 21.1 (70.0)        | 23.5 (74.3)        | 29 (84)            | 34.4 (93.9)        | 37.3 (99.1)        | 39.5 (103.1)       | 39.3 (102.7)       | 34.2 (93.6)        | 28.3 (82.9)        | 21.6 (70.9)        | 17.5 (63.5)        | 39.5 (103.1)       |
| 平均高温 °C（°F）   | 4.8 (40.6)         | 7 (45)             | 11.8 (53.2)        | 15.2 (59.4)        | 19.5 (67.1)        | 23.2 (73.8)        | 26.1 (79.0)        | 25.6 (78.1)        | 21.1 (70.0)        | 15.7 (60.3)        | 9.2 (48.6)         | 5.6 (42.1)         | 15.4 (59.7)        |
| 日均气温 °C（°F）   | 2 (36)             | 3.3 (37.9)         | 7.1 (44.8)         | 10.1 (50.2)        | 14.3 (57.7)        | 17.7 (63.9)        | 20.3 (68.5)        | 19.9 (67.8)        | 16 (61)            | 11.6 (52.9)        | 6 (43)             | 2.9 (37.2)         | 10.9 (51.6)        |
| 平均低温 °C（°F）   | −0.8 (30.6)        | −0.4 (31.3)        | 2.4 (36.3)         | 4.9 (40.8)         | 9.1 (48.4)         | 12.3 (54.1)        | 14.5 (58.1)        | 14.3 (57.7)        | 10.9 (51.6)        | 7.4 (45.3)         | 2.8 (37.0)         | 0.3 (32.5)         | 6.5 (43.7)         |
| 历史最低温 °C（°F） | −21.3 (−6.3)       | −22 (−8)           | −15.3 (4.5)        | −5.3 (22.5)        | −3.3 (26.1)        | 0.8 (33.4)         | 2.8 (37.0)         | 4.3 (39.7)         | −1.6 (29.1)        | −4.9 (23.2)        | −10.6 (12.9)       | −20.8 (−5.4)       | −22 (−8)           |
| 平均降水量 mm（）   | 57.4 (2.26)        | 43.8 (1.72)        | 48.3 (1.90)        | 58.2 (2.29)        | 86.6 (3.41)        | 68.1 (2.68)        | 66 (2.6)           | 60.1 (2.37)        | 64.5 (2.54)        | 70.9 (2.79)        | 73.2 (2.88)        | 63.4 (2.50)        | 760.5 (29.94)      |
| 月均日照時數        | 63.9               | 94.4               | 151.3              | 185.4              | 212.3              | 239.1              | 248.3              | 233.6              | 181.3              | 117.2              | 67.8               | 54.2               | 1,848.8            |
| 来源：infoclimat.fr |                    |                    |                    |                    |                    |                    |                    |                    |                    |                    |                    |                    |                    |

## 行政区划
克蒂尼是法国勃艮第-弗朗什-孔泰大区科多尔省的一个市镇，编号为21515。克蒂尼隶属于第戎区和第戎都会区，在省级选举中属于舍维尼圣索沃尔县。
法国国家统计与经济研究所（简称）在进行数据统计时，将克蒂尼及相邻的另外14个市镇设为第戎城市核心区，并将包括核心区在内的周边共214个市镇划为第戎城市区。同时，还将克蒂尼市镇分为了5个“块区”（IRIS），以便于统计人口分布情况。

## 交通

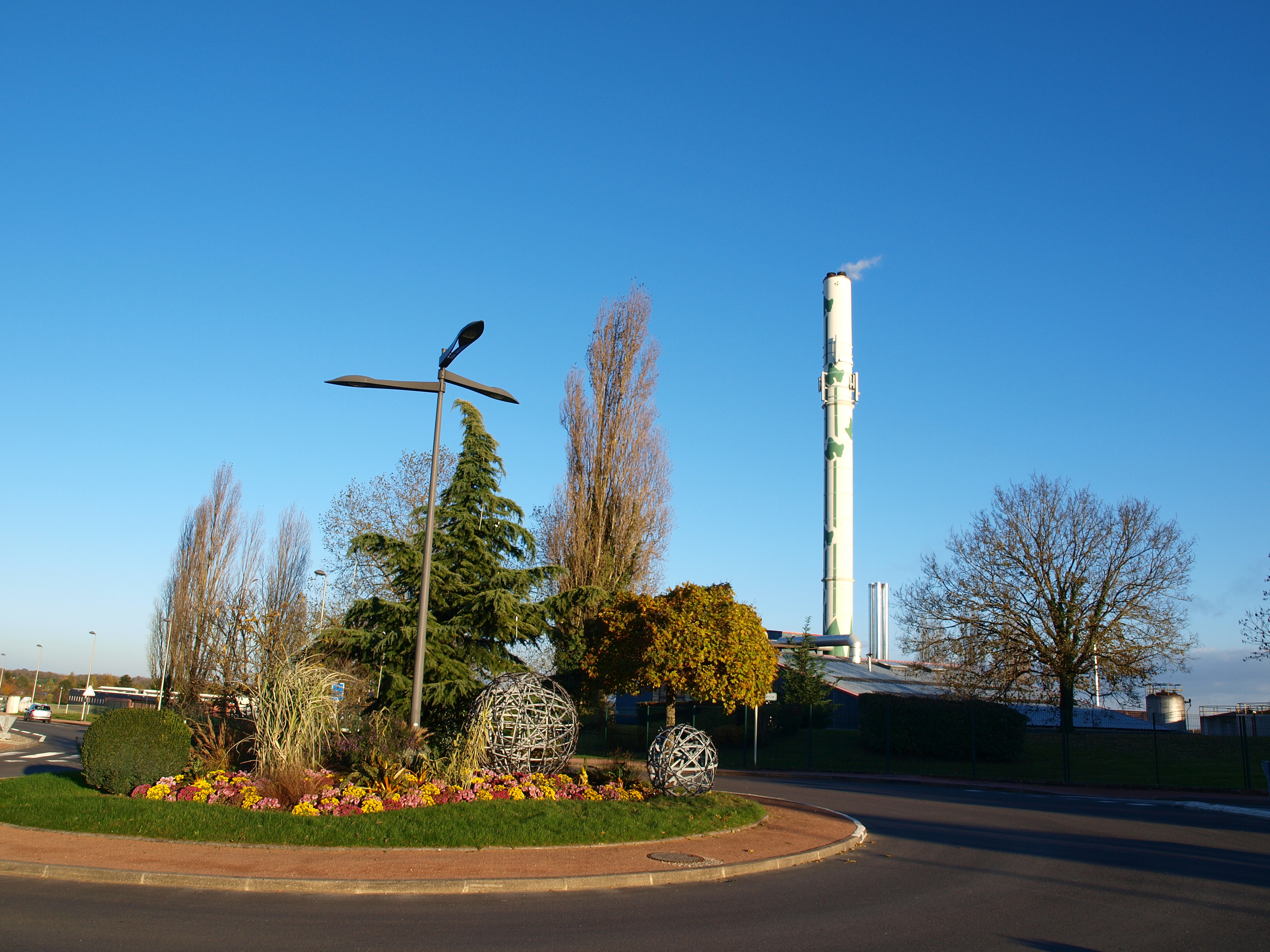
克蒂尼镇中心的一处环岛

### 公路
第戎环城公路设有一个可通向克蒂尼市区的出入口，另有多条科多尔省省道在克蒂尼境内交汇，有校车线路可前往周边部分市镇。
2017年，80.8%的克蒂尼家庭拥有至少一辆的私人汽车。2018年，克蒂尼境内共发生各类交通事故5起，造成1人遇难，7人受伤。

### 对外交通
距离克蒂尼最近的客运铁路车站为第戎新门站，该站位于第戎－蒂耶河畔伊斯铁路上，是一个铁路乘降所。而位于第戎市区西侧的第戎城站则是当地主要的铁路客运车站，开行前往法国东部多个城市的高铁及区域列车。
距离克蒂尼最近的民用航空站为多勒机场，距离克蒂尼市中心的公路里程约50公里。

### 城市公共交通
克蒂尼是第戎城市公共交通的覆盖范围，该交通系统的商业名称为，由凯奥雷斯-第戎负责运营，其中第戎有轨电车1号线和第戎公交7路、16路、30路、31路和40路经过克蒂尼境内。

## 政治

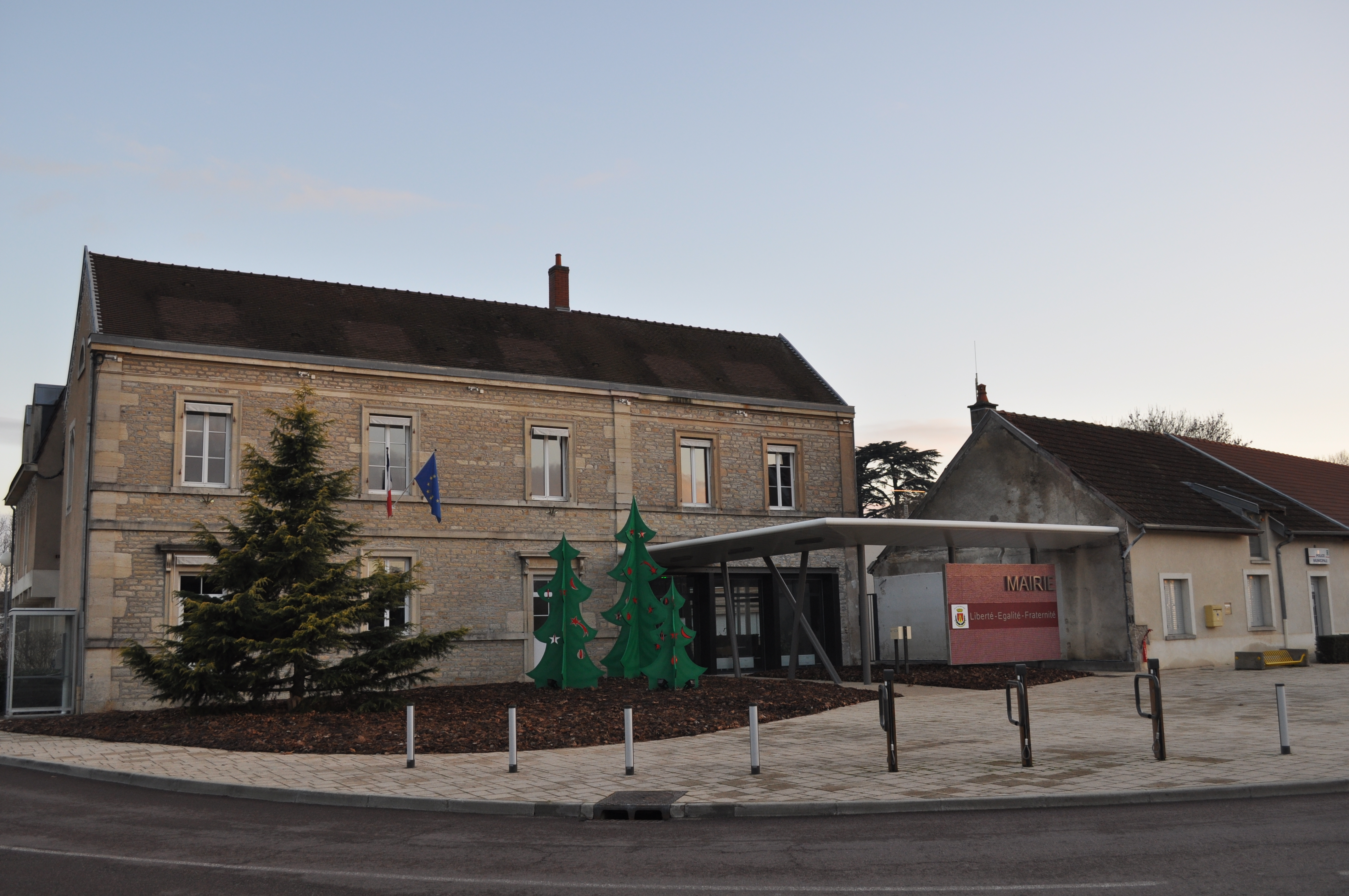
克蒂尼市政厅

克蒂尼的现任市长为雷米·代唐先生（Rémi Détang），他是社会党的一名成员，在2020年的市政选举中获得了57.6%的支持率。
在2017年的法国总统大选中，法国第25任总统埃马纽埃尔·马克龙在克蒂尼获得了73.55%的支持率。
| 克蒂尼历届市长 |                 |                      |
| 任期           | 市长            | 党派                 |
| 1944年－1959年 | 亨利·代唐       | 不详                 |
| 1959年－1984年 | 罗热·勒蒙       | SFIO工人国际法国支部 |
| 1984年－2003年 | 埃尔韦·武约     | PS社会党             |
| 2003年－2016年 | 米歇尔·巴什拉尔 | PS社会党             |
| 2016年－       | 雷米·代唐       | PS社会党             |

## 人口
2017年，克蒂尼市镇人口数量为9,557，在法国排名第1,072位。其中男性4,577人，女性4,980人，75岁及以上人口占5.6%，外籍人口数量为2,209人，人口密度为1,167人/平方公里，当地居民被称为（男性）或（女性）。2018年，克蒂尼境内出生89人，死亡人口62人。
| 年份   | 1936 | 1946 | 1954 | 1962 | 1968  | 1975  | 1982  | 1990  | 1999  | 2005  | 2010  | 2015  | 2017  |
| ------ | ---- | ---- | ---- | ---- | ----- | ----- | ----- | ----- | ----- | ----- | ----- | ----- | ----- |
| 人口數 | 306  | 322  | 326  | 481  | 1,219 | 4,596 | 7,292 | 9,230 | 9,410 | 9,558 | 9,752 | 9,651 | 9,557 |

## 经济
克蒂尼是一个区域性的中心城市，当地共有各类用人单位1,072家，其中96.41%为中小型企业，平均历史为15年，行政、医疗及社会服务是当地的主要就业岗位类型。

## 财政收入
2018年，克蒂尼的财政收入总额为13,830,200欧元，财政支出总额为12,900,000欧元，当年的债务总额为879,920欧元。
2014年，克蒂尼的人均收入总额为2,518欧元，其中高职人员为3,967欧元，普通职员为1,833欧元。
2017年，克蒂尼境内的青壮年（15至64岁）失业率为15.2%，当地46.8%的家庭拥有纳税资格。

## 社会事务

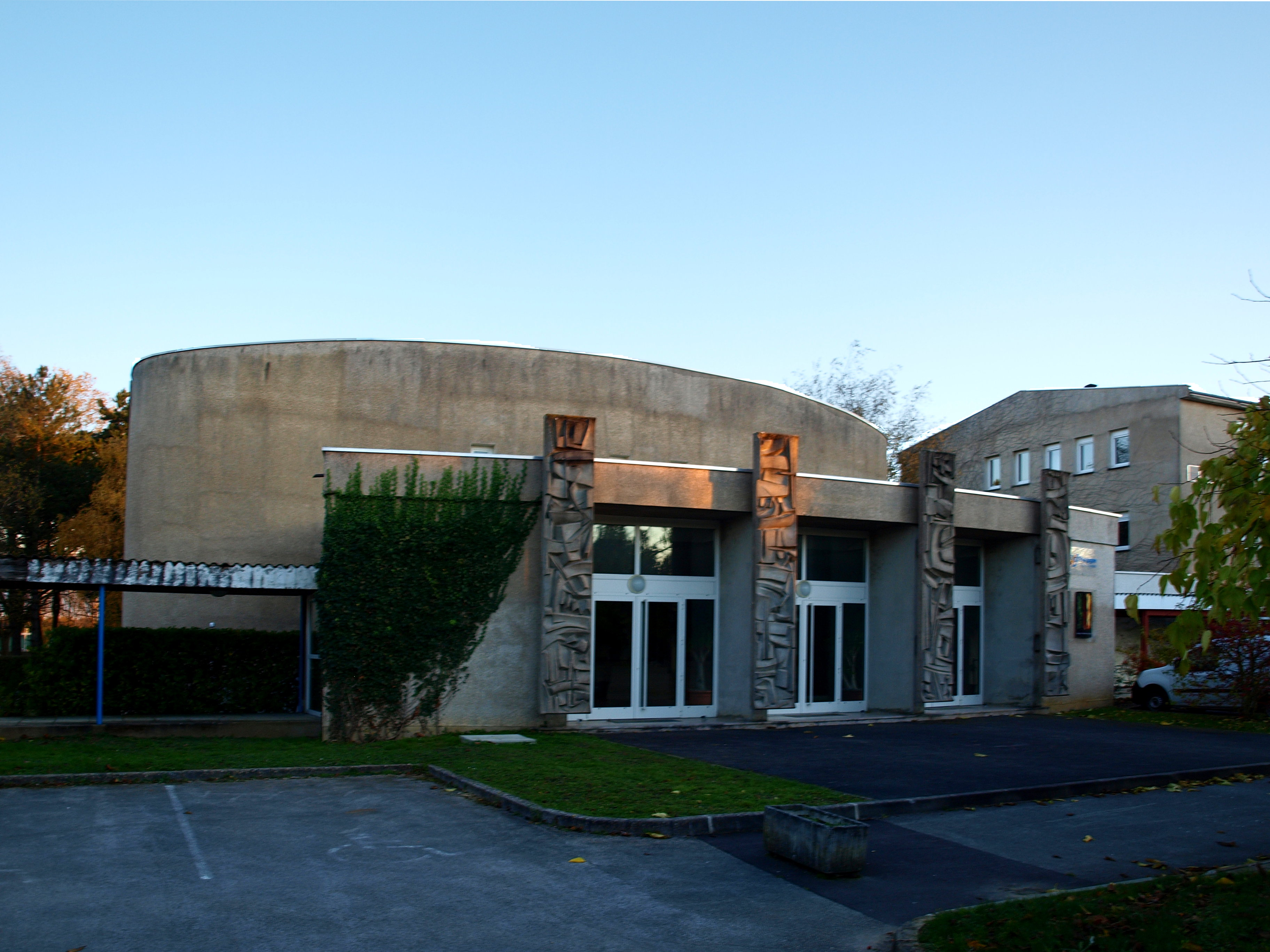
国立高等农业食品环境科学学院克蒂尼校区

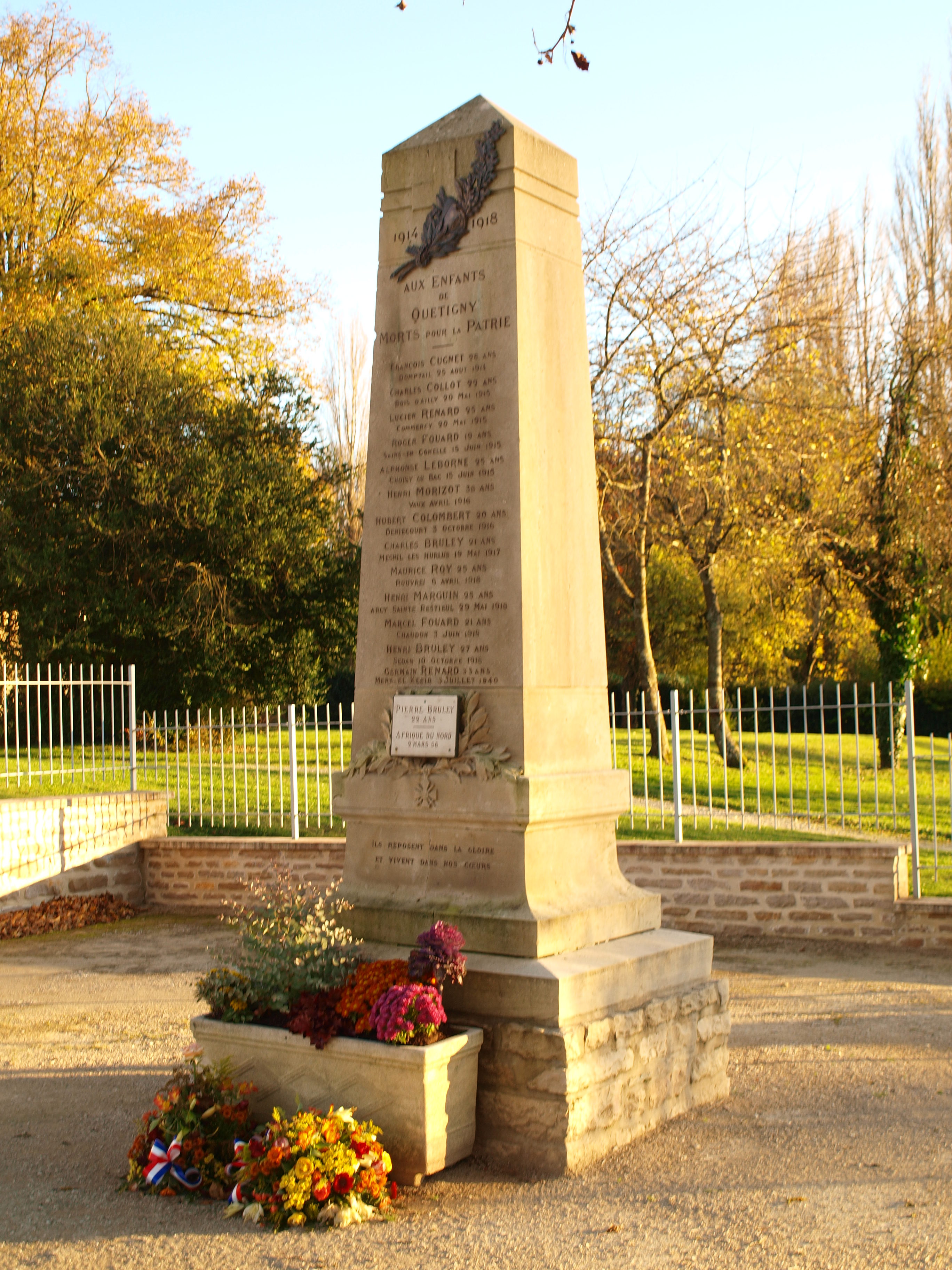
克蒂尼烈士纪念碑

### 教育
克蒂尼属于第戎学区。截止2019年1月1日，克蒂尼境内共有4所幼儿园、4所小学、1所初级中学、1所普通高中和2所农业高中。2018至2019学年度，克蒂尼境内共有在校中小学生736名。
在高等教育方面，国立高等农业食品环境科学学院在克蒂尼设有一个研究中心。

### 医疗
截止2019年1月1日，克蒂尼境内共有全科医生9名、保健师9名、牙医3名、护士7名、眼科医生1名、助产士2名和妇科医生1名。境内共有药房3家和养老院1家。
第戎勃艮第大学中心医院是距离克蒂尼最近的公立综合性医院。

### 住房
2017年，克蒂尼境内共有各类住房4,272套，其中96.1%为常住房屋。集中式居民区主要分布在市区中部。

### 商业
2018年，克蒂尼境内共有各类商铺537家，其中餐饮服务类294家。世界跨国零售商家乐福于1968年在克蒂尼建成了首家巴黎地区以外的门市店，其附近逐渐发展成为大型的开放式商业街区（Centre Commercial Grand Quetigny）。

### 体育
2019年，克蒂尼境内共有2间健身房、1座综合体育场、8处网球场、1处马术场、2处足球或橄榄球场、1处篮球或排球场以及1处高尔夫球场。
克蒂尼体育联盟（AS Quetigny）是当地的一支足球队，2020至2021赛季参加勃艮第-弗朗什-孔泰大区足球联赛，其主场雪松球场（Stade des Cèdres）位于市区东南部。

### 环境
克蒂尼的环境事务由其所属的公共社区负责。2018年，克蒂尼境内共有1家污染企业。

### 治安
2014年，克蒂尼及附近地区共发生各类案件3,466起，其中盗窃类案件2,134起，经济类案件381起，毒品交易类案件261起。

## 文化

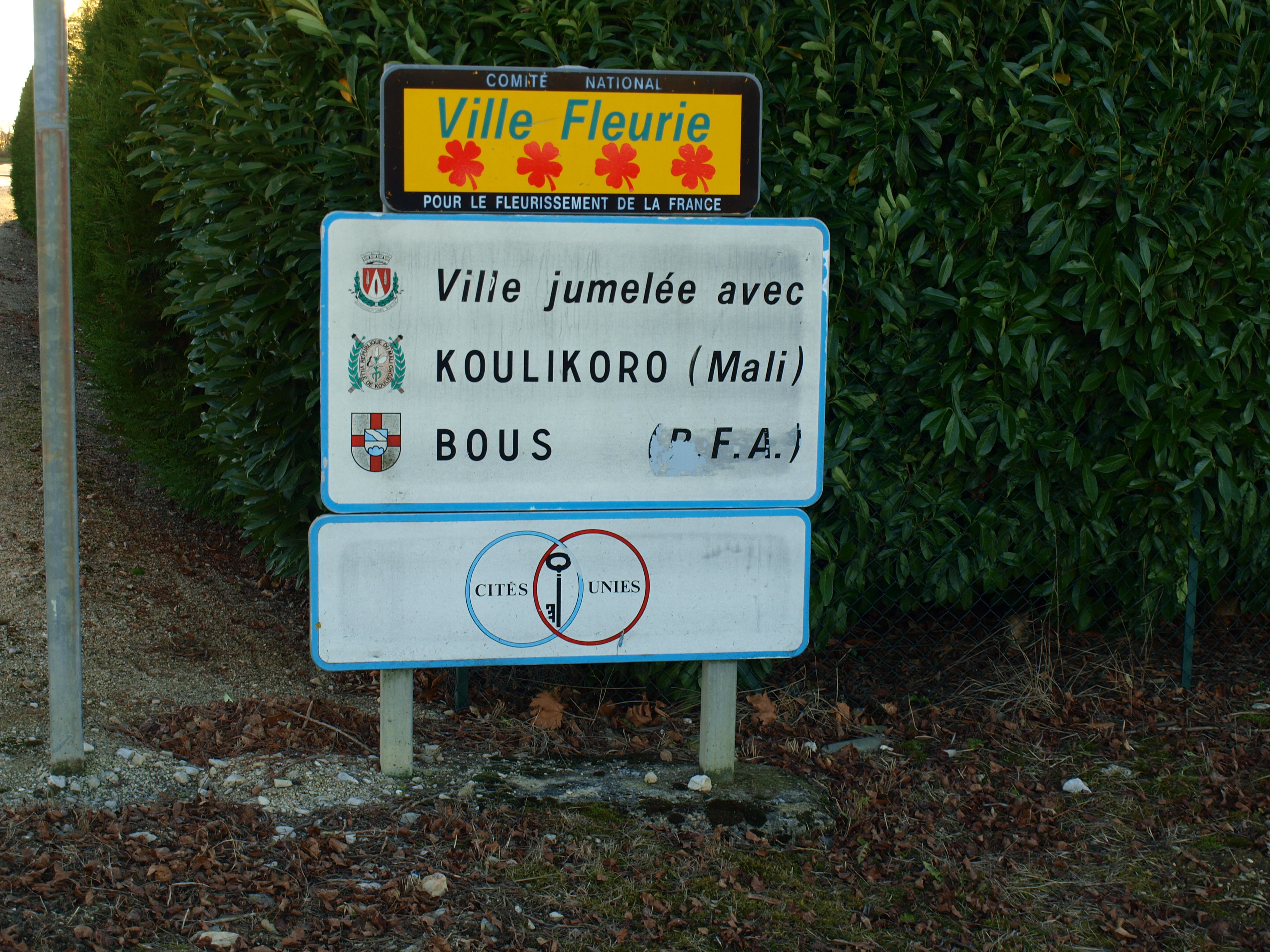
克蒂尼友好城市牌

2019年，克蒂尼境内共有1家剧场和1家电影院。克蒂尼市政府提供多媒体中心，向公众全年开放。

### 建筑
克蒂尼境内暂无法国国家文物保护单位，克蒂尼圣马丁教堂是当地的代表性历史建筑物。

### 旅游
克蒂尼的旅游事务由其所属的公共社区负责。2020年，克蒂尼境内共有2个宾馆共计123间房间。

### 媒体
法国主要的媒体均可在克蒂尼接收，法国电视三台下属的勃艮第-弗朗什-孔泰大区频道在部分时段播出克蒂尼所属区域的地方新闻。

## 友好城市
截至2020年9月，克蒂尼共与两座城市互为友好城市关系：
- 德国 布斯
- 庫利科羅